# Pedro de Moreto

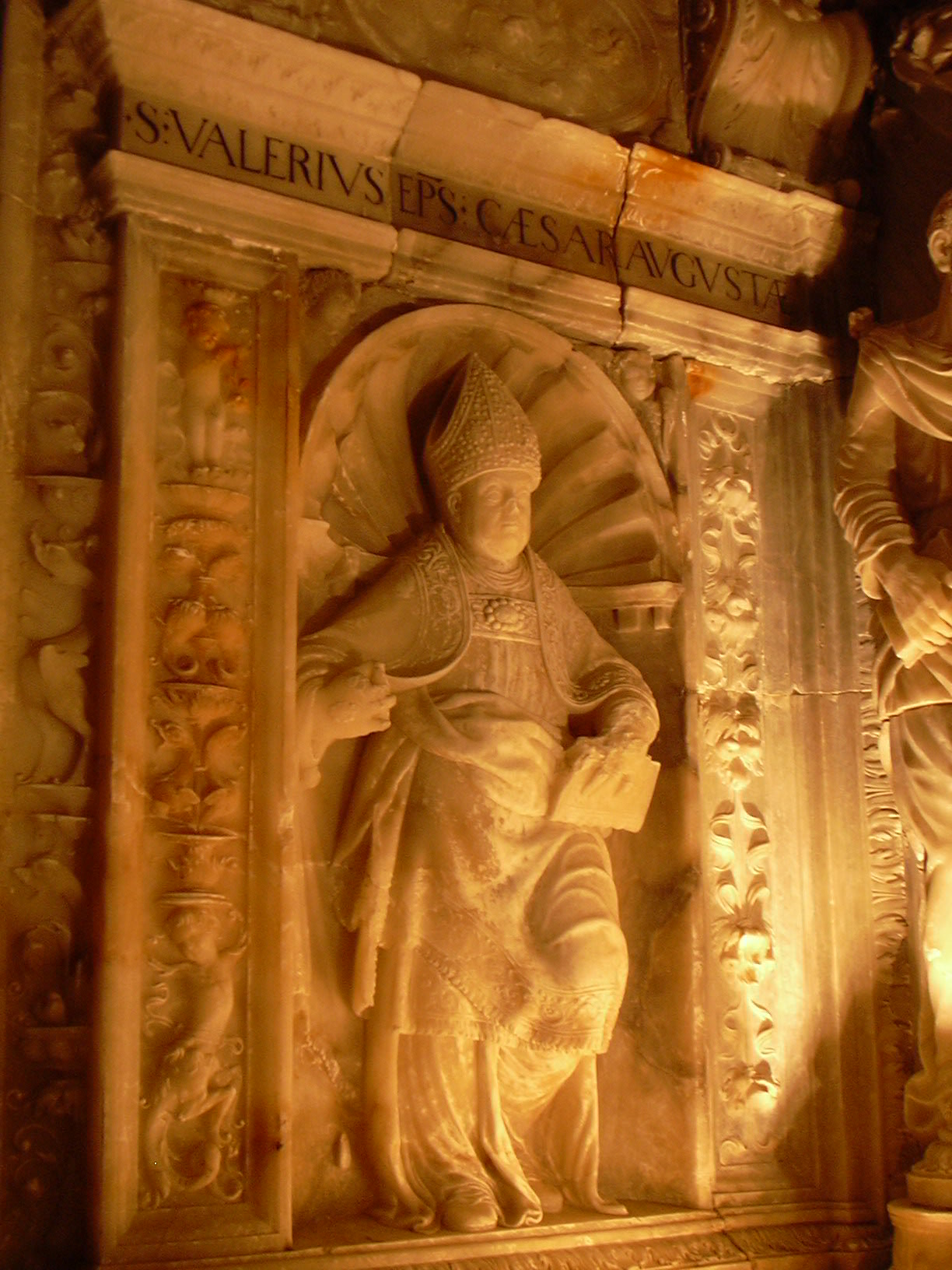
Detall del sepulcre de Lope Marco, atribuït a Pedro de Moreto.

Pedro Moreto (1521 - 1555), va ser un escultor, fill del també escultor, d'origen florentí, Juan de Moreto, que va estar actiu a Saragossa durant la seva curta vida.
A més a més del seu propi pare, van ser els seus mestres Esteban de Obray, Juan Pérez Vizcaino i Bernardo Pérez. Se li atribueix la realització de la Capella de San Bernardo de la Seo de Saragossa, el retaule de la mateixa capella i els sepulcres d'Hernando d'Aragó i la seva mare que allà es troben.